# Эскадренные миноносцы типа «Аянами»
Эскадренные миноносцы типа «Аянами» (яп. 綾波型駆逐艦 Аянами-гата-кутикукан) — серия японских эскадренных миноносцев 1950-х годов. В 1956—1960 годах было построено 7 единиц. Унаследовали названия от эсминцев времён Второй Мировой Войны типов «Фубуки» и «Югумо».
Развитие эсминцев типа «Харукадзэ». Также предназначались для обеспечения ПЛО, отличаясь от них более совершенным радиоэлектронным оборудованием и 6 универсальными 76-мм орудиями Mk.33 вместо 3 127-мм Mk.39. Корабли не несли управляемого ракетного вооружения, и потому морально устарели практически сразу после вступления в строй. 
С 1975 года эсминцы этого типа начали переводить в состав учебных и вспомогательных единиц (с присвоением бортовых номеров ASU 7004-7007,7009,7013,7014), окончательно все они были списаны в 1986—1990 годах.

## Представители
| Название                                                | Бортовой номер | Место постройки            | Закладка        | Спуск на воду    | Вступление в строй | Выведение из состава флота  |
| ------------------------------------------------------- | -------------- | -------------------------- | --------------- | ---------------- | ------------------ | --------------------------- |
| Аянами (яп. あやなみ «Набегающие одна за другой волны») | DD103          | Верфь «Мицубиси», Нагасаки | 20 ноября 1956  | 1 июня 1957      | 12 февраля 1958    | Списан 25 декабря 1986 года |
| Исонами (яп. いそなみ «Волна в морском заливе»)         | DD104          | Верфь «Мицубиси», Кобе     | 14 декабря 1956 | 30 сентября 1957 | 14 марта 1958      | Списан 1 июля 1987 года     |
| Уранами (яп. うらなみ «Волна в бухте»)                  | DD105          | Верфь «Кавасаки», Токио    | 1 февраля 1957  | 29 августа 1957  | 27 февраля 1958    | Списан 25 декабря 1986 года |
| Сикинами (яп. しきなみ «Разбегающиеся волны»)           | DD105          | Верфь «Мицуи», Тамано      | 14 декабря 1956 | 29 августа 1957  | 15 марта 1958      | Списан 1 июля 1987 года     |
| Таканами (яп. たかなみ «Высокая волна»)                 | DD110          | Верфь «Мицуи», Тамано      | 8 ноября 1958   | 8 августа 1959   | 30 января 1960     | Списан 1 марта 1989 года    |
| Онами (яп. おおなみ «Большая волна»)                    | DD111          | верфь «Исикавадзима», Кобе | 20 марта 1959   | 13 февраля 1960  | 29 августа 1960    | Списан 1 марта 1990 года    |
| Макинами (яп. まきなみ «Волна-„барашек“»)               | DD112          | Верфь «Хитачи», Майдзуру   | 20 марта 1959   | 25 апреля 1960   | 28 октября 1960    | Списан 1 марта 1990 года    |

## Аналоги
СССР Эсминцы проекта 56ПЛО
 Франция Эсминцы типа «Дюперре»